# Motoichi Ohtsu
Motoichi Ohtsu (japanisch 大津 元一, Ōtsu Motoichi; * Oktober 1950 in Yokohama) ist ein japanischer Elektronik-Ingenieur, der sich mit Nanophotonik befasst.
Ohtsu studierte Elektronik am Tokyo Institute of Technology mit dem Bachelor-Abschluss 1973, dem Master-Abschluss 1975 und der Promotion 1978. 1982 wurde er Associate Professor an seiner Alma Mater und 1991 Professor. 1986/87 war er in den ATT Bell Laboratories in Holmdel. Außerdem ist er seit 1993 einer der Leiter des Projekts Photonenkontrolle der Kanagawa Academy of Science and Technology und seit 1998 des Projekts Lokalisiertes Photon im Rahmen von ERATO (Exploratory Research for Advanced Technology) der Japan Science and Technology Corporation. 2004 wurde er Professor an der Universität Tokio.
2009 erhielt er den Julius-Springer-Preis für angewandte Physik. 2000 war er Präsident der Japan-Sektion von IEEE/LEOS und im selben Jahr wurde er Direktor der Japan Society of Applied Physics. 2004 erhielt er die Kaiserliche Medaille mit Purpurband und 1984 die Isaac Koga Goldmedaille.

## Schriften (Auswahl)
- Highly Coherent Semiconductor Lasers, Artech House, Boston, 1991
- Coherent Quantum Optics and Technology, Kluwer, Dordrecht, 1993
- als Herausgeber: Frequency Control of Semiconductor Lasers, Wiley Interscience 1996
- Near-Field Nano/Atom Optics and Technology,  Springer Verlag 1998, 2012
- mit H. Hori: Near-field nano-optics: from basic principles to nano-fabrication and nano-photonics, Springer 2012
- als Herausgeber: Optical and Electronic Properties of Nano-matters, Kluwer Academic/KTK Scientific Publishers, Dordrecht/Tokyo, 2001
- als Herausgeber: Progress in Nano Electro-Optics, mehrere Bände,  Springer, ab 2000
- mit S. Kawata, M. Irie: Nano-Optics, Springer 2002
- als Herausgeber: Progress in Nanophotonics, mehrere Bände, Springer, ab 2011
- mit K. Kobayashi, T. Kawazoe, T. Yatsui, M. Naruse: Principles of Nanophotonics, CRC Press 2008
- als Herausgeber: Nanophotonics and Nanofabrication, Wiley-VCH 2009
- mit K. Kobayashi u. a.: Nanophotonics: design, fabrication, and operation of nanometric devices using optical near fields, IEEE Journal of Selected Topics in Quantum Electronics, Band 8, 2002, S. 839–862
- als Herausgeber: Handbook of nano-optics and nanophotonics, 2 Bände, Springer 2013
- Dressed photons: concepts of light-matter fusion technology, Springer 2014